# Schelluinen
Schelluinen (51° 51′ N, 4° 56′ L) é uma cidade dos Países Baixos, na província de Holanda do Sul. Schelluinen pertence ao município de Giessenlanden, e está situada a 4 km, a oeste de Gorinchem.
Em 2001, a cidade de Schelluinen tinha 908 habitantes. A área urbana da cidade é de 0.23 km², e tem 342 residências.
A área de Schelluinen, que também inclui as partes periféricas da cidade, bem como a zona rural circundante, tem uma população estimada em 1240 habitantes.